# Чонбури (провинция)
Чонбу́ри (тайск. ชลบุรี) — провинция (чангват) в восточной части Таиланда.

## Географическое положение
На севере граничит с провинцией Чаченгсау, на востоке — с провинцией Чантхабури, на юге с провинцией Районг. На западе провинция лежит на побережье Бангкокского залива, в северной части Сиамского залива.
Административный центр — город Чонбури. Самый известный город — Паттайя.
В 80 км северо-западнее провинции находится Бангкок.
С северо-запада на юго-восток через провинцию тянется горная цепь. Плодородная равнина на севере издавна используется под сельскохозяйственные угодья.

## История
История Чонбури восходит к кхмерам. Затем власть перешла к правителям Аютии. После её распада Чонбури номинально отошла Бирме. Генералу Таксину удалось объединить страну и изгнать бирманцев.

## Административное деление
Провинция подразделяется на 11 районов (ампхе), которые, в свою очередь, состоят из 92 подрайонов (тамбон) и 961 поселения (мубан).
1. Столичный район Чонбури — Mueang Chonburi (เมืองชลบุร)
2. Банбы́нг — Ban Bueng (บ้านบึง)
3. Нонгъя́й — Nong Yai (หนองใหญ่)
4. Банламу́нг — Bang Lamung (บางละมุง)
5. Пханто́нг — Phan Thong (พานทอง)
6. Пханатнико́м — Phanat Nikhom (พนัสนิคม)
7. Сирача — Si Racha (ศรีราชา)
8. Косичанг — Ko Sichang (เกาะสีชัง)
9. Саттахип — Sattahip (สัตหีบ)
10. Ботхо́нг — Bo Thong (บ่อทอง)
11. Кочан — Ko Chan (เกาะจันทร์)

## Экономика и промышленность
Важную часть экономики провинции составляет туризм, процветающий благодаря прекрасным пляжам и географическому положению провинции.
Наряду с туризмом развито сельское хозяйство, выращивается преимущественно тапиока, кокос, сахарный тростник, ведется ловля рыбы в прибрежных районах.
Ближайший аэропорт — международный аэропорт Суварнабхуми, а также аэропорт У-Тапао в провинции Районг.
Валовой социальный продукт провинции в 2004 году составлял 354 031 млн батов.

## Достопримечательности
- Паттайя — международный курорт на побережье Сиамского залива.
- Бангсен — известен своим аквапарком и университетом Бурапхи, занимающимся изучением моря. При нем работает Аквариум морской фауны.
- Гонки быков в октябре